# Jules Seeliger
Jules Félix Joseph Seeliger (Durbuy, 18 februari 1871 - Luik, 23 oktober 1928) was een Belgisch senator.

## Levensloop
Seeliger promoveerde tot doctor in de rechten (1895) en doctor in de sociale wetenschappen aan de Universiteit van Luik. Hij vestigde zich als advocaat en liep stage bij Paul Janson.
In 1900 werd hij gemeenteraadslid van Luik en van 1908 tot 1921 was hij er schepen van financies. Hij stichtte de maatschappij voor goedkope woningen La Maison Liégeoise.
In 1921 werd hij verkozen tot socialistisch senator voor het arrondissement Luik en vervulde dit mandaat tot aan zijn dood.